# Dubenec (district de Příbram)
Pour les articles homonymes, voir Dubenec.
Dubenec (en allemand : Dubenetz) est une commune du district de Příbram, dans la région de Bohême-Centrale, en République tchèque. Sa population s'élevait à 376 habitants en 2020.

## Géographie
Dubenec se trouve à 6 km à l'est de Příbram et à 50 km au sud-ouest de Prague.
La commune est limitée par Občov et Suchodol au nord, par Drásov à l'est, par Višňová et Příbram au sud et par Dubno à l'ouest.

## Histoire
La première mention écrite de la localité date de 1321.

## Transports
Par la route, Dubenec se trouve à 8 km de Příbram et à 55 km du centre de Prague.